# Ștefan Ciobanu
Ștefan Ciobanu (n. 11/23 noiembrie 1883, Talmaza, raionul Ștefan Vodă, Republica Moldova – d. 28 februarie 1950, București, România) a fost un istoric și academician român, autor al unor lucrări importante despre literatura română veche, cultura moldovenească în Basarabia sub ocupație rusească, demografia Basarabiei,  susținător fervent al introducerii limbii române în școlile din Basarabia, vicepreședinte al Academiei Române între 1944-1948.

## Viața și activitatea
Ștefan Ciobanu, fiul lui Nicolae și al Nataliei Ciobanu, s-a născut la 11/23 noiembrie 1883 la Talmaza, o localitate din apropierea Nistrului. A urmat școala primară din Talmaza, școala normală din Bairamcea, apoi școala normală din Chișinău în paralel cu Liceul nr. 1 din aceeași localitate, urmat în particular, pe care le-a absolvit în anul 1905, un an frământat pentru Imperiul Rus; confruntat cu un val de revendicări sociale, politice și naționale fără precedent în istoria sa.
În anii 1905-1907, după terminarea liceului, a activat ca profesor suplinitor la Liceul nr. 1 din Chișinău, ceea ce i-a oferit prilejul de a strânge banii necesari studiilor universitare. În 1907,  Ștefan Ciobanu s-a înscris la Facultatea de Litere, secția slavo-rusă, a universității din Kiev, pe care a absolvit-o în anul 1911. În acești ani va fi remarcat de academicianul Vladimir Peretz, care-l va îndruma pe calea cercetării documentelor privitoare la istoria literaturii și culturii românești aflate în arhivele din Ucraina, Rusia și Polonia.
După absolvirea facultății, a urmat între anii 1911-1912, cursul superior academic cu specializarea în pedagogie, obțiune benefică pentru activitatea sa viitoare, dedicată aproape în exclusivitate carierei didactice.
În anii 1912-1914 Ștefan Ciobanu a ocupat un post de profesor la un liceu din Jitomir, în Ucraina. În aceeași perioadă a cunoscut-o pe viitoarea sa soție, Anna Schmidt, fiica unui inginer de origine germană, cu care s-a căsătorit în 1913. Au avut doi copii: Alla (născută în 1914) și Valeriu (născut în 1917).
Din anul 1917, Ștefan Ciobanu a revenit în Basarabia, unde va fi angajat ca profesor secundar la Bolgrad.
Revenirea sa fusese determinată de valul revoluționar ce răscolea din nou Rusia în primele luni ale anului 1917. De la Petrograd, capitala imperiului, soseau vești despre incredibile schimbări politice: abdicarea, la 15 martie, a țarului Nicolae al II-lea și, după jumătate de an, la 14 septembrie, abolirea monarhiei și proclamarea republicii în Rusia. La fel de incredibile erau știrile despre acceptarea unor revendicări naționale care puneau sub semnul întrebării însuși viitorul imperiului: constituirea la 20 martie a Marelui Ducat al Finlandei, recunoașterea independenței Poloniei la 30 martie, proclamarea independenței Estoniei la 12 aprilie și a autonomiei Ucrainei la 23 iulie.
Valul revendicăilor naționale nu putea să ocolească Basarabia: în aprilie 1917 s-a format Partidul Național Moldovenesc, promotor al intereselor  naționale și al luptei pentru unirea cu România; spre sfârșitul anului se proclamă autonomia Basarabiei și se înființează Sfatul Țării, un adevărat parlament democratic constituit; la 2/15 decembrie 1917, întemeindu-se pe principiile cuprinse în Declarația drepturilor popoarelor din Rusia – emanată de bolșevici la scurt timp după preluarea puterii la 7 noiembrie 1917 – a fost proclamată Republica Democratică Moldovenească.
În această atmosferă politică efervescentă, Ștefan Ciobanu nu putea sta deoparte, cu atât mai mult cu cât încă din vremea studenției el fusese un susținător al societății culturale românești „Deșteptarea”, ce urmărea promovarea intereselor populației românești din Imperiul rus. Recunoscut ca promotor al intereselor naționale ale românilor basarabeni și ca un intelectual de valoare, prieten cu poetul Alexie Mateevici, autorul tulburătoarei poezii Limba noastră, Ștefan Ciobanu a fost purtat de evenimente, ajungând între fruntașii luptei pentru unire. A fost ales în Sfatul Țării, apoi în comitetul director  al acestui parlament al Basarabiei, unde, datorită pregătirii sale, a fost numit șef al resortului învățământ.

## După unirea Basarabiei cu România
După unirea Basarabiei cu România la 27 martie / 9 aprilie 1918, Ștefan Ciobanu și-a continuat activitatea pe tărâmul învățământului, între 2 aprilie 1918 și 1 februarie 1921 îndeplinind funcția de director general al învățământului din Basarabia. Tot din 1918 începe din nou să predea la Liceul „Alecu Russo”, catedră pe care o ocupă până în 1928, îndeplinind între 1921-1928 și funcția de director. Între 1919-1923, conduce și revista "Școala Basarabiei. Revista pentru educație națională”, editată de Directoratul Instrucțiunii Publice la Chișinău. Ca dascăl se izbește în primul rând de lipsa instrumentelor didactice fundamentale, pe care se străduiește să o soluționeze prin eforturi proprii; după ce publică un prim abecedar în limba română pentru școlile din Basarabia încă din 1918, el încearcă să antreneze și alte cadre în această activitate, publicând în colaborare manuale de limbă română.
Între 1926-1938, Ștefan Ciobanu a ocupat postul de profesor titular la Catedra de istoria literaturii române vechi și cel de profesor suplinitor la Catedra de literatură religioasă modernă de la Facultatea de Teologie din Chișinău, facultate ce aparținea Universității din Iași; din toamna anului 1938 îl găsim la București ca profesor titular la Catedra de istoria literaturii române vechi de la Facultatea de Litere și Filozofie a Universității. Aici, la Universitate, el a fost coleg cu iluștri oameni de cultură români, precum Ion Andrișescu, Nicolae Bănescu, Nicolae Cartojan, Dimitrie Gusti, Constantin C. Giurescum Nicolae Iorga, Petre P. Negulescu, George Oprescu, P.P. Panaitescu, Mihai Ralea, Constantin Rădulescu-Motru, Alexandru Rosseti. De aici se va pensiona în 1949 din motive de sănătate.
La 10/23 octombrie 1918, Ștefan Ciobanu a fost ales membru al Academiei Române, secția literară. Raportul despre activitatea sa a fost citit de Ioan Bianu, care-l cunoștea mai bine ca urmare a corespondenței începute între cei doi  încă din 1910; prin intermediul lui Ioan Bianu, Ștefan Ciobanu reușise să cunoască mai aprofundat cultura română în vremea când se afla departe de țară. “Încă de când era student – arăta Ioan Bianu în portretul făcut lui Ștefan Ciobanu – și-a îndreptat studiile și cercetările asupra literaturii neamului din care face parte […]. Deși departe de pămîntul și graiul românesc, fiind profesor secundar în Rusia la Jitomir […] nu a încetat de a întreține relații de studii cu știința românească, iar când imperiul rusesc țarist s-a prăbușit și patria sa de naștere, Basarabia, a scăpat de jugul greu care o apăsa și o ținea în întunericul lipsei de cultură […] a alergat în sânul patriei sale și toate puterile le-a pus în serviciul organizării învățământului național din Basarabia”. Cu acel prilej Ștefan Ciobanu a pronunțat o scurtă alocuțiune; discursul de recepție, Contribuțiuni privitoare la originea și moartea mitropolitului  Moldovei Dosoftei, l-a pronunțat la 28 mai 1919, ca un omagiu adus predecesorului său, filologul bucovinean Ioan G. Sbiera. La aceeași dată, 10/23 octombrie 1918, au mai fost primiți în Academie ardeleanul Alexandru Lăpedatu, la secția istorică, și basarabeanul I. Inculeț, la secția științifică, alegerea celor trei reprezentanți ai culturii din provinciile românești aflate până atunci sub stăpâniri străine îmbrăcând o semnificație mai mult decât științifică în anul marii uniri a tuturor Românilor.
Din 1919 devine membru al Comisiei Monumentelor Istorice, secția Basarabia, iar din 1927 președinte al acestei comisii. Activitatea sa științifică s-a desfășurat în primul rând în domeniul istoriei literaturii române. Primele sale lucrări au apărut încă din 1912 la Moscova, Petersburg, Varșovia și Kiev, urmate de alte numeroase studii și lucrări, opera sa în acest domeniu fiind încununată prin publicarea în 1947 a valoroasei Istorii a literaturii române vechi, editată în colecția “Studii și cercetări” a academiei Române.
În același timp, el a desfășurat și susținut cercetări în domeniul istoriei românești, cu referiri speciale la istoria Moldovei dintre Prut și Nistru.
Destinul a fost nedrept cu acest mare patriot, unul dintre făuritorii marii uniri din 1918, rezervându-i un rol tragic. Ștefan Ciobanu s-a numărat printre aceia care, în virtutea înaltei poziții ce o dețineau în stat, au fost nevoiți să îmbrace mantia neputinței și să asiste la desprinderea, în iunie 1940, a Basarabiei din trupul României Mari.
Ca ministru al Cultelor și Artelor în guvernul lui Gheorghe Tătărescu (11 mai-3 iulie 1940), Ștefan Ciobanu a fost chemat să participe la cele două consilii de Coroană din 27 iunie 1940, convocate de urgență în urma notelor ultimative adresate României de U.R.S.S. prin care se cerea cedarea necondiționată a Basarabiei și Bucovinei de nord. Întrebat ce atitudine să adopte România în situația dată, Ștefan Ciobanu s-a pronunțat pentru neacceptarea ultimatumului și mobilizarea trupelor în vederea rezistenței armate pentru apărarea țării. Regele Carol al II-lea nota în memoriile sale: ”Consiliul are loc și am ieșit din el amărât și dezgustat, toți cei care făceau pe eroii la prânz s-au dezumflat. Numai 6 voturi, din cei 26 prezenți, au fost pentru rezistență. Numele lor merită să fie înscrise cu litere de aur în cartea demnității românești: Nicolae Iorga, Victor Iamandi, Silviu Dragomir, Traian Pop, Ștefan Ciobanu, Ernest Urdăreanu”.
Cîteva zile mai tîrziu, la 2 iulie 1940, în calitate de senator din partea circumscripțiilor electorale basarabene, Ștefan Ciobanu va participa la ședința Comisiilor de Afaceri Străine ale Camerei și Senatului, unde va citi declarația solemnă de protest a parlamentarilor, foștilor parlamentari și intelectualilor  din Basarabia față de notele ultimative din 26 și 27/28 iunie 1940.
Va părăsi guvernul la 3 iulie 1940, revenind la Catedra de istoria literaturii  române vechi de la Facultatea de Litere și Filozofie a Universității din București. Se va pensiona în 1949, subminat de o boală neiertătoare.
S-a stins din viață la 28 februarie 1950.

## Opera

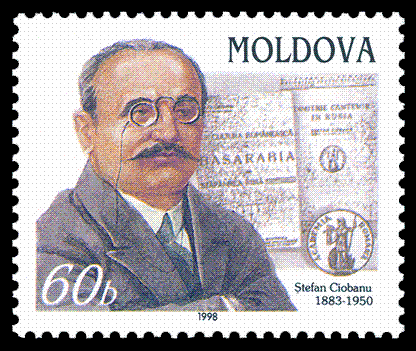
Imaginea lui Ștefan Ciobanu pe o marcă poștală din Republica Moldova

- La continuité roumaine dans la Bessarabie,  annexée en  1812 par la Russie. Bull. de la Section Historique de l'Academie Roumaine, nr. 1/1920
- Cultura românească în Basarabia sub stăpânirea rusă. Chișinău, 1923
- Biserici vechi din Basrabia. Din bibliotecile rusești. Anuarul Comisiei Monumentelor istorice. Secția Basarabia. Chișinău, 1924
- Chișinăul (monografie). Chișinău, 1925
- Dimitrie Cantemir în Rusia, Cultura Națională, Bucuresti, 1925
- Basarabia. Monografie sub îngrijirea lui Ștefan Ciobanu. Chișinău, 1926
- Cetatea Tighina// Anuarul Comisiunii monumentelor istorice. Secția Basarabia. Chișinău, 1928
- Documente din Basarabia (În colaborare cu P. Visarion, Șt. Berechet; C. Tomescu, L.T. Boga), vol.1 -2, Chișinău, 1928 -1938
- Unirea Basarabiei. Studiu și documente cu privire la mișcarea națională din Basarabia la anii 1917-1918. București, 1929
- Mânăstirea Țigănești. Chișinău, 1931
- Din istoria mișcării naționale în Basarabia. Chișinău, 1933
- Din legăturile culturale româno-ucrainene: Ioannichie Galeatovschi și literatura româneasca veche, Imprimeria Națională, București,1938
- Începuturile scrisului în limba românească, Imprimeria Națională, București, 1941
- Introducere in istoria literaturii române vechi: Orientari metodologice, Casa Școalelor, 1944
- La Bessarabie. Sa population, son passé, sa culture. Bucharest, 1941; Ed. rom.: Basarabia. Populația, istoria, cultura. Chișinău, Ed. Știința, 1992
- Un document inedit din timpurile lui Ștefan cel Mare. Revista Istorică Română, vol. XIYI, fasc. I, 1944
- Domnitorul Moldovei Petru Rareș în literatura rusă veche. Revista istorică Română, vol. XIY,  fasc. III, 1945
- Istoria Literaturii Romane Vechi, Imprimeria Națională, Bucuresti, 1947; Editura Eminescu, Bucuresti, 1989, ISBN 973-22-0018-9
- Contribuțiuni la originea și moartea mitropolitului Moldovei Dosofteiu, București, 1920